# محوطه زیارت سیجاوند
محوطه زیارت سیجاوند مربوط به سده ۷ - ۸ ق است و در شهرستان خواف، شمال روستای سیجاوند واقع شده و این اثر در تاریخ ۲۲ مرداد ۱۳۸۴ با شمارهٔ ثبت ۱۳۱۹۸ به‌عنوان یکی از آثار ملی ایران به ثبت رسیده‌است.